# Моя так называемая жизнь
«Моя так называемая жизнь» (англ. My So-Called Life) — американский молодёжный драматический сериал, выходивший на канале ABC с 25 августа 1994 по 26 января 1995 года, созданный Винни Хольцман и спродюсированный Эдвардом Цвик и Маршаллом Херсковиц. Несмотря на быстрое исчезновение из эфира, сериал получил высокие оценки критиков. Он вошёл в список «Новая классика телевидения. 1983—2008» журнала «Entertainment Weekly» и был назван в числе «100 лучших телешоу всех времён» по версии «TIME». Исполнительница главной роли Клэр Дейнс была удостоена премии «Золотой глобус» в номинации «Лучшая актриса драматического сериала».
Сериал был официально отменен 15 мая 1995 года, несмотря на то, что критики высоко оценили реалистичное изображение подросткового возраста, комментарии главной героини Анджелы и получение сериалом нескольких крупных наград, в том числе премии «Золотой глобус», которую получила Дейнс за лучшую женскую роль. Помимо  Дэйнс, сериал также дал старт карьере нескольких других крупных актёров её поколения, включая Джареда Лето и Уилсона Круса. Сериал стал культовой классикой и часто упоминался многими изданиями, включая Time, Entertainment Weekly, TV Guide, The Atlantic и Rolling Stone, как одна из лучших подростковых драм всех времен.

## Сюжет
Действие сериала происходит в городе Три-Риверс (Three Rivers), вымышленном пригороде Питтсбурга, и разворачивается вокруг Анжелы Чейз, переживающей проблемы переходного возраста, её семьи и друзей — учеников школы «Liberty High». Драма рассказывает о трудностях жизни подростка и затрагивает такие серьёзные темы, как насилие, алкоголизм, сексуальная самоидентификация, гомофобия и другие.

## Актёры и персонажи
| Актёр           | Персонаж         |
| --------------- | ---------------- |
| Клэр Дейнс      | Анджела Чейз     |
| Джаред Лето     | Джордан Каталано |
| Уилсон Крус     | Рикки Васкес     |
| Эй Джей Лангер  | Райан Графф      |
| Дэвон Гаммерсол | Брайан Краков    |
| Дэвон Одесса    | Шерон Черски     |
| Лиза Уилхойт    | Даниэль Чейз     |
| Бесс Армстронг  | Патриция Чейз    |
| Том Ирвин       | Грэм Чейз        |

Анджела Чейз (Angela Chase) — пятнадцатилетняя ученица старших классов, находящаяся в поиске своего места в жизни. Отдалившись от друзей детства Шерон Черски и Брайана Кракова, общается с Райан Графф и Рики Васкесом. Влюблена в Джордана Каталано, с которым вскоре начинает встречаться.
Джордан Каталано (Jordan Catalano) — красивый и популярный старшеклассник, который находится на грани исключения из школы из-за плохой успеваемости (одной из причин которой является дислексия). Увлекается музыкой.
Рики Васкес (Rickie Vasquez) — друг Анжелы и Райан, гей. Вырос в доме своего дяди, где подвергался физическому насилию. Некоторое время живёт у Чейзов, затем находит приют в доме преподавателя Ричарда Катимски, который становится его наставником.
Райан Графф (Rayanne Graff) — подруга Анджелы и Рики. Бунтарка, воспитанная матерью-одиночкой. Злоупотребляет алкоголем и наркотиками, из-за чего часто попадает в неприятности.
Брайан Краков (Brian Krakow) — друг детства, сосед и одноклассник Анджелы, безнадёжно влюблённый в неё. Не пользуется популярностью в школе из-за излишней увлечённости учёбой. К середине сериала устанавливает дружеские отношения с Рики.
Шерон Черски (Sharon Cherski) — бывшая лучшая подруга Анджелы. Встречается с игроком школьной футбольной команды Кайлом.
Даниэль Чейз (Danielle Chase) — остроумная и саркастичная младшая сестра Анджелы. Без памяти влюблена в Брайана Кракова и мечтает повзрослеть, чтобы жить такой же «интересной» жизнью, как сестра.
Патриция Чейз (Patricia Chase) — мать Анджелы и Даниэль. Главный «добытчик» в семье.
Грэм Чейз (Graham Chase) — отец Анжелы и Даниэль. Более мягкий и понимающий родитель, чем его жена. Пытается изменить свою жизнь, открыв собственный ресторан.

## Серии
| #  | Премьера         | Название                                               | Режиссёр          | Сценарист       |
| -- | ---------------- | ------------------------------------------------------ | ----------------- | --------------- |
| 1  | 25 августа 1994  | Пилот (Pilot)                                          | Скотт Уайнант     | Винни Хольцман  |
| 2  | 1 сентября 1994  | Танцующие в темноте (Dancing in the Dark)              | Скотт Уайнант     | Винни Хольцман  |
| 3  | 8 сентября 1994  | Стволы и сплетни (Guns and Gossip)                     | Маршалл Герсковиц | Джастин Таннер  |
| 4  | 15 сентября 1994 | Образ отца (Father Figures)                            | Марк Рознер       | Винни Хольцман  |
| 5  | 22 сентября 1994 | Прыщ (The Zit)                                         | Виктор Дюбуа      | Бетси Томас     |
| 6  | 29 сентября 1994 | Замена (The Substitute)                                | Эллен Прессман    | Джейсон Кэтимс  |
| 7  | 6 октября 1994   | Почему Джордан не может читать (Why Jordan Can’t Read) | Марк Пицнарски    | Либерти Годшолл |
| 8  | 20 октября 1994  | Незнакомцы в доме (Strangers in the House)             | Рон Лагомарсино   | Джилл Гордон    |
| 9  | 27 октября 1994  | Хэллоуин (Halloween)                                   | Марк Пицнарски    | Джилл Гордон    |
| 10 | 3 ноября 1994    | Матери других людей (Other People’s Mothers)           | Клаудиа Уэйл      | Ричард Крамер   |
| 11 | 10 ноября 1994   | Жизнь Брайана (Life of Brian)                          | Тодд Холланд      | Джейсон Кэтимс  |
| 12 | 17 ноября 1994   | Самоуважение (Self-Esteem)                             | Майкл Энглер      | Винни Хольцман  |
| 13 | 1 декабря 1994   | Давление (Pressure)                                    | Марк Пицнарски    | Эллен Герман    |
| 14 | 8 декабря 1994   | В фургоне (On the Wagon)                               | Джефф Перри       | Элизабет Гилл   |
| 15 | 22 декабря 1994  | Так называемые ангелы (So-Called Angels)               | Скотт Уайнант     | Винни Хольцман  |
| 16 | 5 января 1995    | Решения (Resolutions)                                  | Патрик Норрис     | Эллен Герман    |
| 17 | 12 января 1995   | Предательство (Betrayal)                               | Марк Пицнарски    | Джилл Гордон    |
| 18 | 19 января 1995   | Уикэнд (Weekend)                                       | Тодд Холланд      | Адам Дули       |
| 19 | 26 января 1995   | Мечты и обязанности (In Dreams Begin Responsibilities) | Элоди Кин         | Винни Хольцман  |

## Приём

### Критика
После своего дебюта сериал «Моя так называемая жизнь» получил широкое признание критиков. Критик Джойс Миллман сказал, что сериал «передает эмоциональные потрясения подросткового возраста с захватывающей точностью», а также «необычайно проницателен в изображении столкновений и притяжений в отношениях матери и дочери». Миллман добавила, что в сериале есть интересный взгляд на «кризис среднего возраста и супружескую скуку», и заключила, что «с горько-сладкой ясностью „Моя так называемая жизнь“ показывает нам, что подростковые переживания — это то, что мы никогда не перерастаем».
В критическом обзоре Ховарда Розенберга из Los Angeles Times было сказано, что персонажи-подростки раздражают, а сюжетные линии — слишком четко решены, но похвала досталась сценарию Хольцмана и игре Дейнс. Розенберг написал: "Также понимаешь, что Хольцман остроумно разбирается в подростковом возрасте и попадает в яблочко, когда видит его… Еще один плюс — задумчивое самосознание, которое кажется таким искренним в Анджеле, заслуга легкой игры Дейнс. Ее выразительный язык тела говорит о многом, как и личные мысли ее героини, озвученные закадровым голосом в стиле «Чудесные годы».
После отмены сериала и на протяжении многих лет сериал продолжал получать признание за свой реализм и был назван некоторыми критиками одним из величайших телевизионных сериалов всех времен.

На сайте Rotten Tomatoes первый сезон имеет рейтинг одобрения 95 % на основе 20 рецензий. Консенсус сайта гласит: «Эффективно избегая клише и пошлых изложений, реалистичное изображение среднестатистической американской девушки в „Моей так называемой жизни“ опережает свое время». На Metacritic, который присваивает средневзвешенный рейтинг, сериал получил 92 балла из 100 на основе 19 обзоров, что означает «всеобщее признание». Это 70-й телесериал с самым высоким рейтингом на сайте. В 2007 году он был включен в список «100 лучших телешоу всех времен» журнала Time. Критик Time Джеймс Поневозик писал:
Анджела Чейз (Клэр Дейнс) была полностью реализованным телевизионным подростком, умным и проницательным в одну минуту, плаксивым и неуравновешенным в следующую, готовую расплакаться после того, как над ней подтрунивает мешающий учебе красавец Джордан Каталано. Повествование Анджелы было тревожным для тех 90-х — «Школа — это поле битвы за ваши сердца», — но она все равно выиграла битву за наши сердца. 
В 2008 году AOL TV назвал «Мою так называемую жизнь» вторым лучшим школьным шоу всех времен. Он занимал 33-е место в списке шоу New Classics TV журнала Entertainment Weekly с 1983 по 2008 год и 8-е место в «25 величайших культовых телешоу всех времен». TV Guide поставил сериал на 16-е место в своем списке 25 самых культовых шоу всех времен в 2004 году, а также на 2-е место в списке 60 сериалов 2013 года, которые были «отменены слишком рано».
Стивен Спилберг высоко оценил сериал и назвал Дейнс «одной из самых интересных актрис, дебютировавших за последние 10 лет», сравнив её с Одри Хепбёрн.